# Philipp Slusallek
Philipp Slusallek (* 1963) ist ein deutscher Informatiker und Professor für Computergrafik an der Universität des Saarlandes.

## Leben
Philipp Slusallek studierte Physik an der Johann Wolfgang Goethe-Universität Frankfurt am Main und der Eberhard Karls Universität Tübingen. Im Jahr 1995 promovierte er an der Universität Erlangen in Computergrafik.
Nach seiner Promotion arbeitete Slusallek unter anderem bei NVIDIA Research und der Stanford University. Seit 1999 ist er Professor für Computergrafik an der Universität des Saarlandes und seit 2008 wissenschaftlicher Direktor am Deutschen Forschungszentrum für Künstliche Intelligenz sowie Leiter des dort ansässigen Labors für Agenten und simulierte Realität. Seit 2009 ist er darüber hinaus Direktor für Wissenschaft an dem an der Universität des Saarlandes ansässigen Intel Visual Computing Institute. 2017 wurde Slusallek in die Deutsche Akademie der Technikwissenschaften gewählt.

## Auszeichnungen
- 2023: Eurographics Gold Medal[2]